# Union des populations du Cameroun
L'Union des populations du Cameroun, abrégé UPC, est un parti politique camerounais fondé le 10 avril 1948 pour obtenir l'indépendance et la réunification du Cameroun (alors divisé entre une partie sous mandat français et une autre sous mandat britannique). Finalement interdit et réprimé, il se lance dans la lutte armée en 1955. 
Après la proclamation de l'indépendance le 1er janvier 1960, l'UPC, écartée du pouvoir, estime que l'indépendance octroyée par la France n'est qu'un simulacre et déclenche une insurrection pour renverser le nouveau régime. Cette guerre civile ne prend totalement fin que vers 1970.

## Histoire

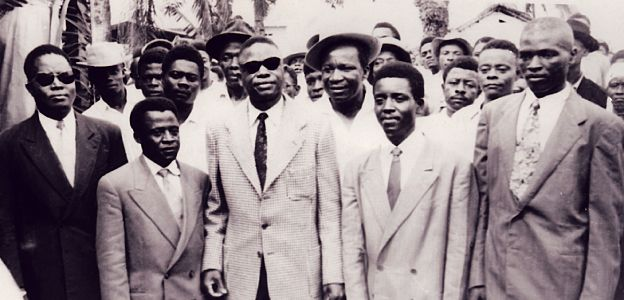
Les leaders de l'UPC. De gauche à droite, au premier plan: Osendé Afana, Abel Kingué, Ruben Um Nyobè, Félix-Roland Moumié, Ernest Ouandié

L'UPC a été fondée dans un café-bar de Douala-Bassa dénommé « Chez Sierra ». Ses pères fondateurs sont  Jacques Ngom, Charles Assalé, Guillaume Hondt, Joseph Raymond Etoundi, Léopold Moumé Etia, Georges Yémi, Théodore Ngosso, Guillaume Bagal, Léonard Bouli, Emmanuel Yap, Jacques-Réné Bidoum, H-R Manga Mado (Ruben Um Nyobe n'y a en revanche pas pris part).
Les Français, très présents aux origines du mouvement, s'effacent très vite. Gaston Donnat lui-même, bien que se présentant encore spontanément comme le « premier des upé- cistes » (il s'était vu offrir la carte « n° 1 » de l'UPC) quelques mois avant sa mort - survenue en février 2007 à l'âge de 93 ans -, a relativisé son rôle : « Mes camarades français et moi, explique-t-il, n'avons fait qu'aider nos amis camerounais et, [...] à partir d'avril 1947, aussi bien l'USCC que l'UPC ont été des organisations absolument indépendantes et dirigées uniquement par des Camerounais. »
En 1955, soit sept ans après sa fondation, ce mouvement de libération nationale comptait 460 comités de village ou de quartier et 80 000 adhérents, surtout sur le littoral, dans le centre, le sud et l'ouest, parmi les Bamiléké et les Bassa. L'une des forces de l'UPC est son caractère multiethnique. Après avoir tenté la voie parlementaire en 1951-1952 sans succès, l'UPC se tourna vers l'ONU, qui avait la tutelle sur le Cameroun, pour demander l'indépendance et la réunification.
Sous l'égide de Ruben Um Nyobe, qui en devient son deuxième secrétaire général en novembre 1948, le parti présentera, au mois de décembre 1952, à la 4e Commission de tutelle de l'Assemblée générale de l'ONU, les revendications suivantes :
1. La révision des accords de tutelle du 13 décembre 1946 qui avaient été signés sans aucune consultation au préalable des populations contrairement à ce que voulaient faire croire Louis-Paul Aujoulat et Alexandre Douala Manga Bell, officier de l'armée française qui déclara « (...) l’accord de tutelle a été l’objet d’une très large diffusion, ainsi que d’un très large débat, au Cameroun, celui-ci a été approuvé par le peuple camerounais (...) »[4],[5];
2. La réunification immédiate;
3. La fixation d'une date (10 ans) pour mettre fin aux accords de tutelle et donner l'accès à l'indépendance politique du Cameroun.

À propos de la période « de dix ans préparatoire à l’indépendance », Ruben Um Nyobè proposa « (...) un programme-école, c'est-à-dire, un programme dont l’exécution permettrait aux Camerounais de recevoir une formation adéquate, pour pouvoir assumer les charges d’Etat découlant du recouvrement de notre souveraineté ». D'après son allocution, c’était « (...) pour permettre aux citoyens de notre pays d’apprendre, pendant un laps de temps, à diriger, sous l’égide d’un haut-commissaire de l’ONU, le gouvernement de leur pays ».
L'UPC se désaffilie du Rassemblement démocratique africain à la suite de la décision de son président, Félix Houphouët-Boigny, de rompre avec les communistes et d'abandonner la lutte pour l'indépendance afin de se rapprocher du gouvernement français. Ruben Um Nyobe l'accuse d'avoir « trahi le programme ».
À partir de 1953, face à l'intensification de la répression par le pouvoir colonial, l'UPC, notamment sous l'impulsion du docteur Félix-Roland Moumié, radicalise ses modes d'action politique.
En 1954, le nouveau Haut commissaire français Roland Pré est déterminé à liquider l'UPC. Les dirigeants du parti sont regroupés à Douala pour faciliter leur surveillance et mener contre eux un harcèlement judiciaire. Abel Kingué, le vice-président, est ainsi poursuivi pour « outrage à magistrat » pour une affaire remontant à 1951 ; Pierre Penda, membre du comité directeur, fait l'objet de cinq plaintes consécutives ; Félix Moumié est quant à lui poursuivi pour « diffamation et injure » ; enfin, Ruben Um Nyobè est condamné pour « dénonciation calomnieuse ». Roland Pré mène aussi une purge au sein de l'appareil judiciaire, renvoyant en France les magistrats jugés « trop mous » dans leur répression de l'UPC. Les forces de l'ordre et organisations camerounaises proches de l'administration (notamment le Rassemblement des populations du Cameroun) sont mobilisées pour empêcher les réunions et prises de paroles publiques de l'UPC. Le contrôle des correspondances privées devient systématique, tandis que des domiciles de militants sont fréquemment perquisitionnés.

### Tournant de 1955
Du 20 au 30 mai 1955, une série d'affrontements opposèrent militants de l'UPC organisés en groupes de combats à leurs adversaires politiques locaux et aux forces de l'ordre, événement qui marque l'irruption de la violence dans la vie politique camerounaise et le début de la guerre du Cameroun.
Ce mouvement est brutalement réprimé par le pouvoir colonial de l'époque, le parti est dissous par un décret en date du 13 juillet 1955, et de nombreux militants sont arrêtés, certains assassinés. Ses dirigeants doivent s'exiler à Kumba au Cameroun britannique, puis au Caire, à Conakry, à Accra ou à Pékin. Exclue des législatives de 1956, l’UPC met sur pied le CNO, le comité national d’organisation, destiné d’abord à boycotter les élections, avant d’être érigé en première branche paramilitaire du mouvement. En Sanaga maritime, les opérations de vote sont suspendues, tandis que 80% des électeurs s’abstiennent à Douala.
Contrainte à la clandestinité, l'UPC fait finalement le choix de la lutte armée. D'après l'historien Bernard Droz, la Chine fournissait l'UPC en armes. La répression s’abat alors de façon massive sur cette insurrection, sous la supervision de Pierre Messmer, le Haut-Commissaire au Cameroun. Une « Zone de maintien de l’ordre de la Sanaga-Maritime » (ZOE) est constituée au sein de laquelle l’armée française mène de véritables « opérations de guerre » contre les maquis nationalistes, y compris au moyen de bombardements au napalm, qui feront des milliers de victimes. Ruben Um Nyobè est tué dans le maquis le 13 septembre 1958. Les têtes des combattants indépendantistes tués sont souvent coupées et exposées dans les villages et camps de regroupement afin d'intimider la population. 
Des représentants du parti sont invités en 1958 à la « Conférence des États africains indépendants » organisée par le président ghanéen Kwame Nkrumah.

### Indépendance
À la suite de l'indépendance le 1er janvier 1960, l'UPC, écartée du pouvoir, estime que l'indépendance octroyée par les Français n'est qu'un simulacre (dénoncé un peu plus tôt par Mbida lorsqu'il refusa d'intégrer le gouvernement Ahidjo) et que Ahmadou Ahidjo n'était qu'un valet de la colonisation.
Les leaders de l'UPC déclenchent donc une insurrection pour conquérir le pouvoir par la force. Il y eut de nombreux débordements et l'insurrection se transformera par endroits en brigandages et règlements de compte. Cette insurrection sera matée par Ahmadou Ahidjo, aidé par des conseillers militaires français. Les dirigeants de l'UPC en exil seront tués l'un après l'autre, comme le docteur Félix-Roland Moumié, empoisonné à Genève en octobre 1960, par les services secrets français. Entre-temps, un autre dirigeant de l'UPC, Osendé Afana, a été assassiné dans le sud-est du pays, le 15 mars 1966[réf. nécessaire]. Le dernier d'entre eux, revenu au Cameroun pour organiser de l'intérieur la lutte armée, Ernest Ouandié, sera arrêté en août 1970, jugé au cours du procès dit Ouandié-Ndongmo, et condamné à la peine capitale. Il sera fusillé le 15 janvier 1971.

## Idéologie
L'UPC fut profondément liée au Parti communiste français et s'engageait sur les questions sociales et pas seulement patriotiques. À l’étranger, l'UPC est invitée aux congrès du PCF et de la Fédération mondiale de la jeunesse démocratique.
Les auteurs du livre Kamerun ! soulignent que l'organisation n'est pas pour autant un parti communiste et qu'il « s'agissait surtout d'une fraternité par défaut. Qui d'autres que les communistes, dans les années 1950, étaient prêt à prendre position pour la libération des peuples colonisés ? Les militants de l'UPC pouvaient se reconnaître, à titre individuel, des sympathies communistes, mais l'UPC, en tant que mouvement nationaliste, ne l'était pas. » Certains de ses dirigeants comme Félix Moumié ou Ernest Ouandié se montrent effectivement sensibles aux idéaux communistes, tandis que d'autres, notamment Ruben Um Nyobe, considèrent que l'UPC doit rester neutre sur les questions idéologiques pour rassembler tous les indépendantistes camerounais.
Une note de la police datée du milieu des années 1950 reconnait qu'« il nous faut bien constater que Um Nyobé et nombre de membres du comité directeur font preuve d'une honnêteté et d'une rigueur morale qui entrent pour une notable part dans leur succès ».
Selon le politologue Jean-François Bayart, l'UPC joue un rôle central dans l'Afrique française d'après guerre : « Elle ouvrit la voie à l’émancipation du Cameroun mais, par-delà, également à celle de l'Afrique noire francophone ».
L'UPC considère d'autre part les revendications économiques indissociables des revendications politiques : « le patronat est soutenu par l’administration et cette administration ne peut mener une politique d'oppression nationale dans nos pays qu'en se servant des armes économiques et des moyens matériels détenus dans en grande partis par les entreprises privées. L'UPC considère, et les militants syndicaux sont de cet avis, que émancipation économique de nos populations est impossible sans les conquêtes politiques nécessaires au progrès économique, social et culturel des habitants ».

## Structures de jeunesse et féminine
Le parti, qui s'est doté d'un « comité féminin » en 1949, travaille ensuite de concert avec un autre parti, l'Union démocratique des femmes camerounaises (UDEFEC), créé en 1951. Très proche de l'UPC, organisé selon les mêmes modalités, ce parti fondé par des femmes se voit protégé des tentatives d'ingérence ou de mainmise par les hommes de l'UPC grâce à une intervention de son secrétaire général Ruben Um Nyobé. Il indique « si que les « camarades » de l'UPC avaient la tentation de prendre en charge l'UDEFEC, cela voudrait dire qu'ils se sont approprié le langage et les assertions des colonialistes qui prétendent que l'UDEFEC et le JDC sont de simples affiliés de l'UPC et ne représentent pas des mouvements distincts ».
Si l'UDEFEC ne se définit pas comme « féministe », elle contribue néanmoins à déstabiliser les places généralement assignées aux femmes par les autorités coloniales ou les chefs traditionnels, par exemple en demandant l'abolition des lois interdisant aux femmes l'accès à certaines professions ou activités commerciales. Ses militantes envoient de multiples pétitions à l'ONU et organisent des manifestations défiant l'administration.
La Jeunesse démocratique camerounaise est fondée en 1954 et devient un important levier de recrutement de jeunes militants. Elle multiplie les contacts avec d'autres organisations de jeunesse, notamment dans les pays d'Europe de l'Est, et participe à des conférences à l'étranger. Son dirigeant Hyacinthe Mpaye, engagé dans l'armée française pendant la Seconde guerre mondiale et syndicaliste CGT, est proche du marxisme : il explique ce qui lui parait être une nécessaire alliance des Camerounais avec la classe ouvrière française. La JDC manifeste une forte autonomie à l'égard de l'UPC.

## Renouveau
Longtemps restée en clandestinité, l'UPC refait officiellement surface en 1991 avec le retour du multipartisme au Cameroun. 
Le premier congrès non clandestin se tient du 19 au 22 décembre 1991 à Bamougoum, après 36 ans de clandestinité depuis 1955. 
Différentes tendances du mouvement sont créées après son renouveau et tiennent des congrès, plus ou moins unitaires, en 1991, 1996, 1998, 2002, 2004 et 2007.
Depuis son retour sur la scène politique nationale, ce n'est qu'en 1997 que l'UPC présente officiellement un candidat à l'élection présidentielle, en la personne du professeur Henri Hogbe Nlend, sorti second derrière le président sortant Paul Biya, réélu. Une nouvelle tentative de candidature d'un membre de l'UPC, le Dr Samuel Mack Kit est faite en 2004. Cette candidature est rejetée par la Cour Suprême, officiellement pour dossier de candidature incomplet.
L'UPC a eu des élus au parlement du Cameroun et des ministres au gouvernement jusqu'en 2007.

## Résultats électoraux
L'UPC dirigée par Théodore Mayi-Matip a pu faire campagne sous son sigle pour les élections législatives du 10 avril 1960 au Cameroun. Elle recueille 11 % des suffrages soit le 2e résultat en voix mais obtient 8 sièges, ce qui la place 5e groupe à l'Assemblée.
| Année       | Sièges | Représentation | Rang |
| 1960        | 8      | 8 / 100        | 5e   |
| 1964 à 1988 | 0      | 0 / 100        |      |
| 1992        | 18     | 18 / 180       | 3e   |
| 1997        | 1      | 1 / 180        | 4e   |
| 2002        | 3      | 3 / 180        | 4e   |